# محطة قطار وجدة الجديدة

## الإنشاء
تم إطلاق مشروع إنشاء محطة قطار وجدة الجديدة في العام 2015م لربط مدينة وجدة بشبكة النقل بالسكك الحديدية في المغرب عبر هده المحطة.المكتب الوطني للسكك الحديدية
ولم يأخذ هذا المشروع منحاه الميداني إلا في العام 2016م لتنطلق أشغال الإنجاز الفعلي لهذه المحطة في بداية العام
وتم تثبيت سكة الحديد في مطلع العام 2017م بعد إنهاء أشغال الجسور والأنفاق.وتحتوي أيضا على ساعة بارتفاع 200م

## المراجع

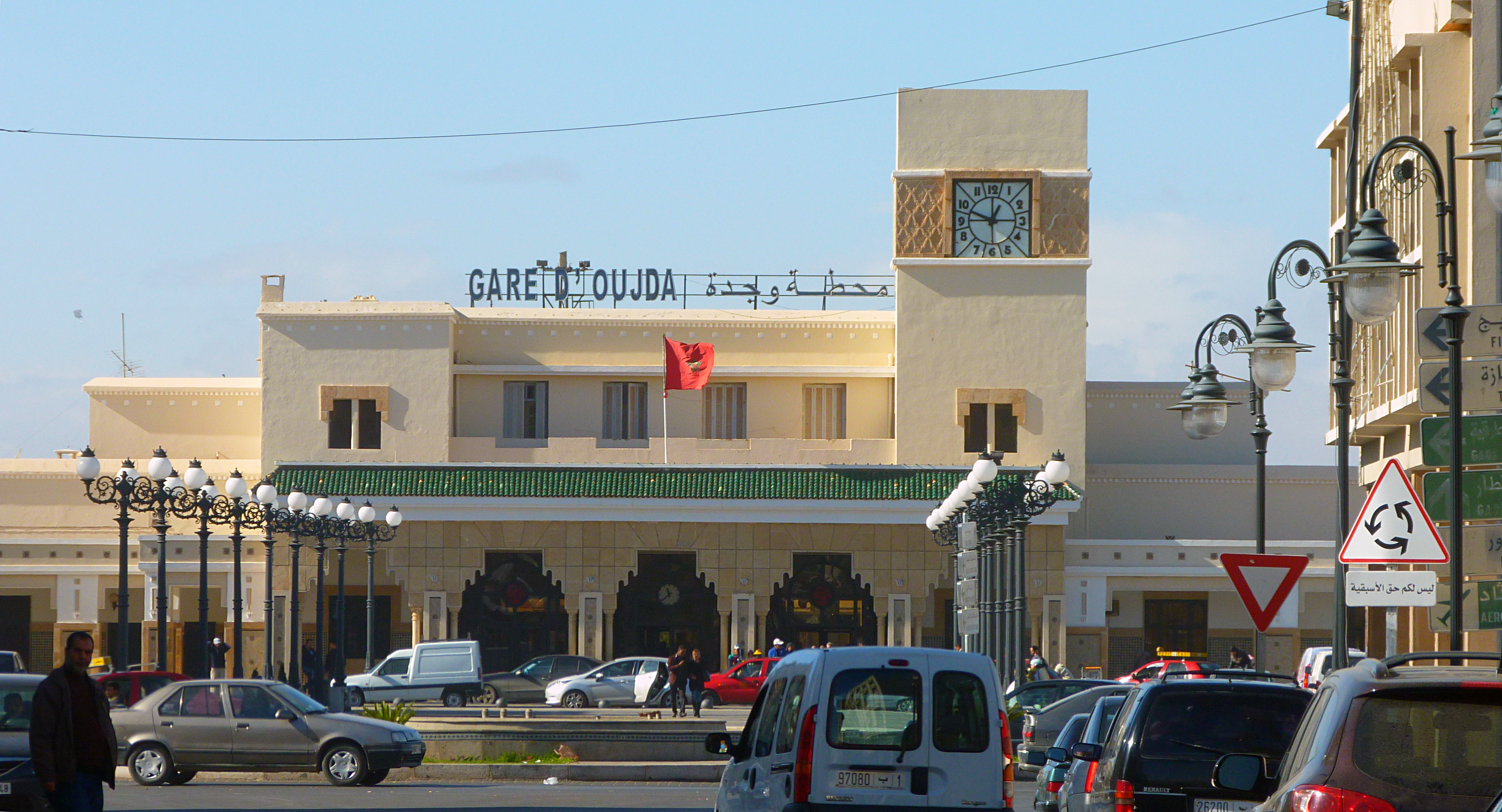
صورة للمحطة القديمة .محطة وجدة المدينة

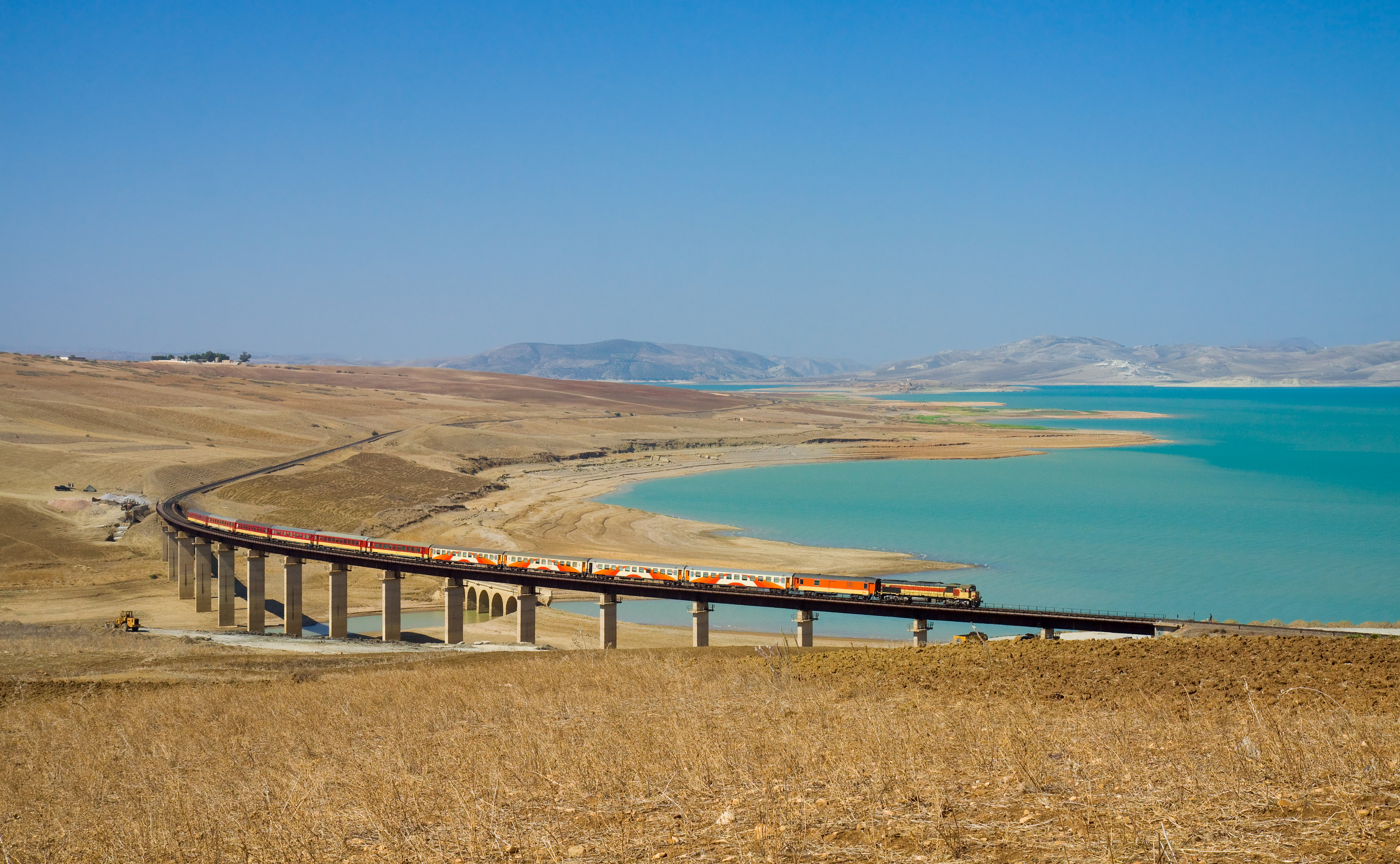
صورة للطريق السككية بين وجدة و الدارالبيضاء